# Aranyerra
L'Aranyerra és un dimoni de ficció en forma d'aranya gegant dEl Senyor dels Anells de J. R. R. Tolkien. El seu cau es troba a Cirith Úngol que condueix a Mórdor. En Gòl·lum hi porta deliberadament en Frodo amb l'esperança de recuperar l'Anell Únic únic deixant que l'Aranyerra ataqui en Frodo. El pla es veu frustrat quan Samseny Gamgí cega temporalment l'Aranya amb el flascó conté la llum de l’estel d’Eàrendil de Galàdriel i després la fereix greument amb la Fibló, l'espasa èlfica de Frodo.
Alguns estudiosos han afirmat que l'Aranyerra forma part de la tradició literària dels monstres femenins. Altres l'han interpretat com un símbol d'una amenaça sexual, amb múltiples al·lusions sexuals. Els estudiosos han observat la seva oposició als elfs, i en particular al seu adversari, Galàdriel, la llum del qual ajuda els hòbbits a vèncer la seva foscor.
L'aparició de l'Aranyerra a la trilogia cinematogràfica de Peter Jackson es va basar en la Porrhothele antipodiana de Nova Zelanda.

## Història de ficció
L'Aranyerra és descrita a Les Dues Torres com una «una cosa maligna en forma d’aràcnid […] la darrera filla d'Ungòliant que pertorbà el món infeliç», que viu a les muntanyes d'Ephel Dúath a les fronteres de Mórdor. Tot i que vivia a Mórdor i era malvada, era independent de Sàuron i la seva influència. La seva mida exacta no s'indica, però és significativament més gran que els seus descendents, les grans aranyes del Bosc Llobregós i els seus oponents hòbbit. A diferència de les aranyes normals, ella pica les seves víctimes per injectar-los el seu verí i paralitzar-les. La seva pell és prou dura per resistir els cops d'espasa, i els filaments de les seves teranyines també són resistents a les fulles normals, tot i que la Fibló aconsegueix tallar-les. El seu principal punt feble són els seus ulls, que són vulnerables i es poden encegar fàcilment.
Es presenta com a malvada i vella: «hi era abans que en Sàuron i abans que la primera pedra de Bàrad-dûr; i que no era al servei de ningú, si no era d’ella mateixa, i que bevia sang d’elfs i d’homes, que es refocil·lava i engreixava mercès als seus àpats, sempre teixint teranyines d’ombra; perquè devorava totes les coses vivents i el seu vòmit eren tenebres». Els seus descendents inclouen les aranyes gegants del Bosc Llobregós derrotades per Bilbo Saquet a El Hòbbit.
El catau de l'Aranyerra era Torech Úngol, a sota de Cirith Úngol, al llarg del camí que en Frodo Saquet i en Sam Gamgí van fer cap a Mórdor, on l'Aranyerra s'havia trobat amb Gòl·lum durant el seu viatge anterior a Mórdor i aquest l'havia adorada i servida. Els orcs de la Torre de Cirith Úngol l'anomenaven «Aranyerra la Gran» i «Sa Altesa». En Sàuron era conscient de la seva existència, però la va deixar sola com a guàrdia útil al pas, i de tant en tant li donava presoners. A la història, en Gòl·lum va conduir deliberadament els hòbbits al seu catau, planejant recuperar l'Anell Únic un cop s'hagués menjat els hòbbits. Ella els va arraconar; però en Frodo va fer servir el Flascó de llum de Na Galàdriel per allunyar-la, i va utilitzar la Fibló per tallar les xarxes que bloquejaven el túnel. En Gòl·lum va fer caure la parella i va intentar estrangular a en Sam, mentre que l'Aranyerra va paralitzar en Frodo. Llavors, en Sam va lluitar contra en Gòl·lum i després va fer servir la Fibló contra l'Aranyerra. L'Aranya volia aixafar a en Sam, però, en canvi, es va clavar la Fibló i gairebé queda encegada pel Flascó de Na Galàdriel, que contenia llum pura dels Silmarils. Després d'això, l'Aranyerra va fugir. El seu destí final, tal com esmenta Tolkien de passada, «aquest conte no ho explica». Pensant que en Frodo era mort, en Sam va agafar l'anell del seu amic i va deixar el seu cos enrere, però torna quan sent que un parell d'orcs descobreixen que en Frodo era viu i que només havia perdut el sentit, per culpa del verí de l'Aranyerra.

## Nom
Tal com va admetre Tolkien en una carta al seu fill, Shelob (el nom de l'Aranyerra en la versió original anglesa) «és per descomptat només "she [ella] + lob"», sent lob una paraula anglesa arcaica per a aranya que deriva de anglès antic loppe. La paraula no està relacionada amb cob («aranya») ni amb cobweb («teranyina»). L'anglès antic attercoppe (que significa «aranya») deriva d'atter que significa «verí» i coppe que significa «cap». Tolkien va utilitzar «attercop» així com «cob» i «lob» a El Hòbbit, on Bilbo Saquet canta cançons burlant-se de les aranyes gegants del Bosc Llobregós: «Attercop, Attercop, Old Tomnoddy» («Aranya, aranyota, només saps filar…») i «Lazy Lob and Crazy Cob» («Cob és boja, Lop mandrosa…»).

## Anàlisi

### La foscor oposada a la llum
La crítica Joyce Tally Lionarons escriu que Tolkien construeix els elfs i les aranyes com l'Aranyerra com a oposats polars, els elfs bons i brillants, les aranyes dolentes i fosques. Milbank escriu més específicament que l'adversari de la vella Aranyerra és un altre personatge femení antic, la reina elfa Galàdriel. Galàdriel rebutja l'oferta de Frodo de l'Anell Únic i li dona la llum a Frodo (un flascó amb la llum de l’estel d’Eàrendil) que permet als hòbbits derrotar a l'Aranyerra.
Patrick Grant, un estudiós de la literatura renaixentista, va veure que la parella de personatges de l'Aranyerra i Galàdriel s'adaptava a l'oposició dels arquetips junguians. L'ànima de Frodo és la reina elfa Galàdriel, a qui s'oposa la malvada aranya gegant Aranyerra. L'ombra de Frodo és el hòbbit Gòl·lum. Tot això, juntament amb les oposicions entre altres personatges de la història, creen una imatge d'un mateix.

### Perversió del cos contra perversió de la ment

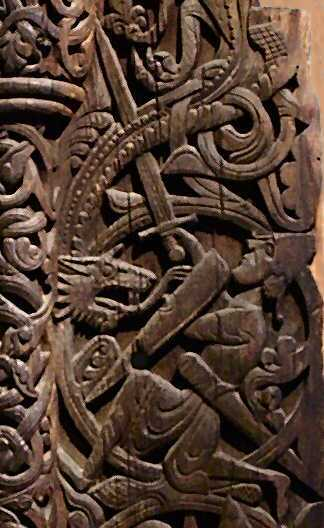
La lluita dels hòbbits amb l'Aranyerra deriva de múltiples mites. Panell a l'església de bastons d'Hylestad que mostra l'espasa de Sigurd penetrant en Fafnir.

Chance també compara l'Aranyerra amb el mag Sàruman, assenyalant que tots dos són «monstres» que viuen en torres; tenen una estructura semblant als llibres d'El Senyor dels Anells: un que acaba amb un atac militar a la torre de Sàruman, Òrthanc; l'altre, en l'aventura dels hòbbits al catau de l'Aranyerra a Cirith Úngol. A més, escriu, mentre que Sàruman té una «perversió de la ment», l'Aranyerra té una «perversió del cos».

### La filla de Satanàs
Chance subratlla la «gola» de l'Aranyerra, que consisteix en un «gana insaciable»; la seva «peresa», ja que els orcs li porten menjar; i la seva «luxúria» amb molts fills bastards. Chance compara l'Aranyerra amb el guardià de la porta d'entrada a l'infern, assenyalant que a El Paradís perdut de John Milton, Satanàs es va aparellar amb la seva filla Pecat, la seva descendència era la Mort, constantment luxúria de la seva mare: però Tolkien en algun punt descriu a l'Aranyerra com el gat de Sàuron en lloc de la seva filla. L'estudiós de la literatura George H. Thomson compara de manera semblant l'Aranyerra amb Pecat and Mort de Milton, assenyalant que «no serveixen ni Déu ni Satanàs sinó que només busquen els seus propis interessos», com ho fa l'Aranyerra; ella és «la mort i el caos que ho superaria tot».

### Monstre sexual
L'estudiosa de Tolkien Carol Leibiger escriu que l'Aranyerra es presenta com un monstre femení repugnant en la història. El sacerdot anglicà i erudit de la religió Alison Milbank afegeix que l'Aranyerra és innegablement sexual: «Tolkien ofereix una vagina dentata freudiana molt convincent a l'antiga i fastigosa aranya Aranyerra». Milbank afirma que l'Aranyerra simbolitza «un antic poder matern que s'empassa la identitat i l'autonomia masculina», amenaçant amb «un control de castració [que] és precisament el que el fetitxista sexual té por i busca controlar». L'estudiosa de Tolkien Jane Chance esmenta «la penetració de Sam al seu ventre amb l'espasa», assenyalant que aquesta pot ser una manera apropiada i simbòlica d'acabar amb la seva producció de «bastards».
L'estudiosa de la literatura infantil Zoë Jaques escriu que l'Aranyerra és l'«encarnació de la maternitat monstruosa». La batalla de Sam amb l'Aranyerra es podria interpretar com un «ritus de pas masculí» on un mascle més petit i feble penetra i escapa del vast cos femení i de la seva maliciosa intenció. L'estudiosa de Tolkien Brenda Partridge va descriure la lluita prolongada dels hòbbits amb l'Aranyerra com a plena de simbolisme sexual. Escriu que Tolkien va derivar l'Aranyerra de múltiples mites: Sigurd matant Fafnir el drac; Teseu matant el Minotaure; Ariadna i l'aranya; i El pecat al paradís perdut de Milton. El resultat és representar la dona com una amenaça, amb matisos implícits de sexualitat.
| Imatge de Tolkien | Implicacions                           |
| --- | -------------------------------------- |
| El gat d'en Sàuron | dona com a «gràcil, sensual i distant» |
| Generació de cries de monstres | matisos sexuals: fertilitat            |
| Cau subterrani | ventre                                 |
| Túnels per cau | «orifici sexual femení»                |
| Teranyines a l'entrada xocant contra Frodo, Sam | pèl púbic                              |
| Frodo talla teranyines i «hi havia fet un gran esquinç […] tot oscil·lant com un vel lliure» | esquinçament de l'himen                |
| "Cos suau de supressió" | genitals femenins amb excitació sexual |
| Plecs de pell | llavis                                 |
| Espases | fal·luses                              |
| En Sam «sostingué amb totes dues mans la fulla èlfica, amb la punta cap amunt, tot provant d’apartar aquell sostre repugnant; i així l’Aranyerra, […] es clavà tota sola en una pica ben fatídica. L’espasa se li clavava cada cop més a fons» | erecció, penetració                    |

No tots els comentaristes han coincidit amb les associacions sexuals detectades per estudiosos com Partridge. L'estudiós de Tolkien Daniel Timmons va escriure a Mythlore el 2001: «L'obsessió de llegir l'episodi de l'Aranyerra com una trobada sexualment violenta, més que com una lluita arquetípica entre humans i monstres, probablement revela més sobre les actituds socials decadents dels crítics, en lloc de les de Tolkien». Timmons va acceptar la possibilitat d'un «subtext de la por a l'atractiu sexual femení», i va estar d'acord que el text podria «funcionar en la tradició literària dels enfrontaments entre homes i monstres femenins, amb les insinuacions sexuals que s'ofereixen», però ho va qualificar de «fals o pervers» per afirmar que aquesta era la «impressió principal o dominant».

## Adaptacions
A l'adaptació de 1981 de la BBC Radio El Senyor dels Anells, l'Aranyerra és interpretat per Jenny Lee, membre del taller radiofònic de la BBC.
A la trilogia cinematogràfica de Peter Jackson, l'aparició de l'Aranyerra es retarda fins a la tercera pel·lícula, El Senyor dels Anells: El retorn del rei. La seva aparença es basa en l'aranya Porrhothele antipodiana de Nova Zelanda, que Jackson odia.
l'Aranyerra és un personatge important del videojoc Middle-earth: Shadow of War, on fa de narradora i aliada del personatge del jugador Talion. En el joc, l'Aranyerra utilitza la capacitat de canviar de forma per assumir la forma d'una atractiva dona elga. Després de les crítiques a aquesta decisió, el director creatiu Michael de Plater va explicar la seva interpretació que Gòl·lum i l'Aranyerra eren «els herois no reconeguts d'El Senyor dels Anells», amb l'Aranyerra sentint la debilitat de Frodo i fent un pacte amb Gòl·lum per accelerar-lo al Mont del Fat i l'enfrontament que destrueix l'anell. De Plater va imaginar l'Aranyerra com una contrapartida fosca de Galàdriel, observant com tots dos manipulen éssers menors, però que l'Aranyerra és més honesta.

### Primàries
Aquesta llista identifica la ubicació de cada element als escrits de Tolkien.
1. 1 2 3 4  The Two Towers, book 4, chapter 9: "Shelob's Lair."
2. ↑  The Two Towers, book 4, chapter 8: "The Stairs of Cirith Ungol"
3. ↑  The Letters of J.R.R. Tolkien, 81 (#70)
4. ↑  The Hobbit, chapter 8, "Flies and Spiders".

### Secundàries
1. 1 2 3  Timmons, Daniel Mythlore, 23, 3 (Summer 2001), 2001, pàg. 70–79. JSTOR: 26814240.
2. 1 2 3 4 5  Chance, Jane. Tolkien's Art.  Papermac, 1980, p. 111–113. ISBN 978-0-333-29034-7.
3. 1 2 3  Thomson, George H. Wisconsin Studies in Contemporary Literature, 8, 1, 1967, pàg. 43–59. DOI: 10.2307/1207129. JSTOR: 1207129.
4. 1 2  Leibiger, Carol A. «Women in Tolkien's Works». A: .  Routledge, p. 710–712. ISBN 978-0-415-86511-1.
5. 1 2 3 4 5  Milbank, Alison. «'My Precious': Tolkien's Fetishized Ring». A: Gregory Bassham. The Lord of the Rings and Philosophy: One Book to Rule Them All.  Open Court, 2013, p. 35. ISBN 978-0-8126-9806-0.
6. 1 2  Jaques, Zoë. «There and Back Again: The Gendered Journey of Tolkien's Hobbits». A: Hunt. J. R. R. Tolkien.  Macmillan, 2013, p. 88–105. ISBN 978-1137264015.
7. 1 2 3 4 5 6  Partridge, Brenda. «No Sex Please—We're Hobbits: The Construction of Female Sexuality in 'The Lord of the Rings'». A: Giddings. J. R. R. Tolkien, this Far Land.  Vision, 2008, p. 179–197. ISBN 978-0389203742.
8. 1 2  Grant, Patrick «Còpia arxivada». Cross Currents, Winter 1973, 1973, pàg. 365–380. Arxivat de l'original el 2021-12-03 [Consulta: 27 agost 2022].
9. 1 2  Bonin, Liane. «The secrets of LOTR's eight-legged villain».   EW.com, 19-12-2003.
10. ↑  Selden, Paul A.. «Arachnids ☆». A: Reference Module in Life Sciences, 2017. DOI 10.1016/B978-0-12-809633-8.02243-3. ISBN 9780128096338.
11. ↑  «ettercep».  Merriam-Webster. [Consulta: 16 juliol 2021].
12. ↑  Lionarons, Joyce Tally Mythlore, 31, 3, 2013, pàg. 5–13.
13. ↑  Nordanskog, Gunnar. Föreställd hedendom: tidigmedeltida skandinaviska kyrkportar i forskning och historia, 2006, p. 241. ISBN 978-91-89116-85-6
14. ↑  Pearse, Edward. «The Lord of the Rings, Episode 2».   Radio Riel, 15-01-2009. Arxivat de l'original el 15 gener 2020.
15. ↑  Chiodini, Johnny. «Why Shelob is a woman in Shadow of War». Eurogamer, 15-08-2017. [Consulta: 15 agost 2017].